# 60e régiment d'artillerie
Le 60e régiment d'artillerie est une unité de l’Armée de terre française.
Il est créé en 1910, à partir du groupement d'artillerie commandé par le colonel Dumézil. Il combat pendant la Première Guerre mondiale et devient en 1917 un régiment d'artillerie portée. En 1924, le 60e régiment d'artillerie prend le numéro de 309e régiment d'artillerie portée.
Le 60e régiment d'artillerie mobile de forteresse est recréé à la mobilisation de 1939. Il disparait pendant la bataille de France, en juin 1940.
Le 60e régiment d'artillerie est recréé après-guerre, avant d'être finalement dissous en 1998.

## Création et différentes dénominations
- 1907 : groupement Dumézil
- 1910 : création du 60e régiment d'artillerie de campagne (60e RAC)
- 1917 : devient 60e régiment d'artillerie de campagne portée (60e RACP)
- 1924 : dissous, devient le 309e régiment d'artillerie portée
- 1939 : création du 60e régiment d'artillerie mobile de forteresse (60e RAMF)
- 1940 : le régiment est capturé
- 1946 : création du Ier groupe du 60e régiment d'artillerie (I/60e RA)
- 1949 : dissolution
- 1962 : création du centre d'instruction - 60e régiment d'artillerie (CI-60e RA)
- 1964 : dissolution
- 1970 : recréation du 60e régiment d'artillerie
- 1994 : devient groupe de soutien/[réf. nécessaire]60e régiment d'artillerie (GS-60e RA)
- 1998 : dissolution

## Historique des garnisons et combats

### Avant 1914
En 1907, un groupement autonome d'artillerie est créé sous les ordres du colonel Dumézil. Il est destiné à servir à la mise au point des règlements destinés à l'artillerie de campagne. En garnison à Neufchâteau, il passe trois à quatre mois par année au camp de Mailly.
En 1910, ce groupement devient le 60e régiment d'artillerie de campagne. Les deux premiers groupes, issus du groupement Dumézil, partent en garnison à Troyes, et deux nouveaux groupes sont créés à Neufchâteau.

### Première Guerre mondiale

#### 1914
À la mobilisation, le régiment rejoint la région de Nancy et forme l'artillerie organique du 20e corps d'armée. Il est formé de quatre groupes de canons de 75 mm modèle 1897, avec trois batteries de quatre pièces par groupe.

#### 1917
En novembre 1917, le régiment devient régiment d'artillerie portée, à trois groupes de trois batteries de quatre pièces de 75.

### Entre deux guerres

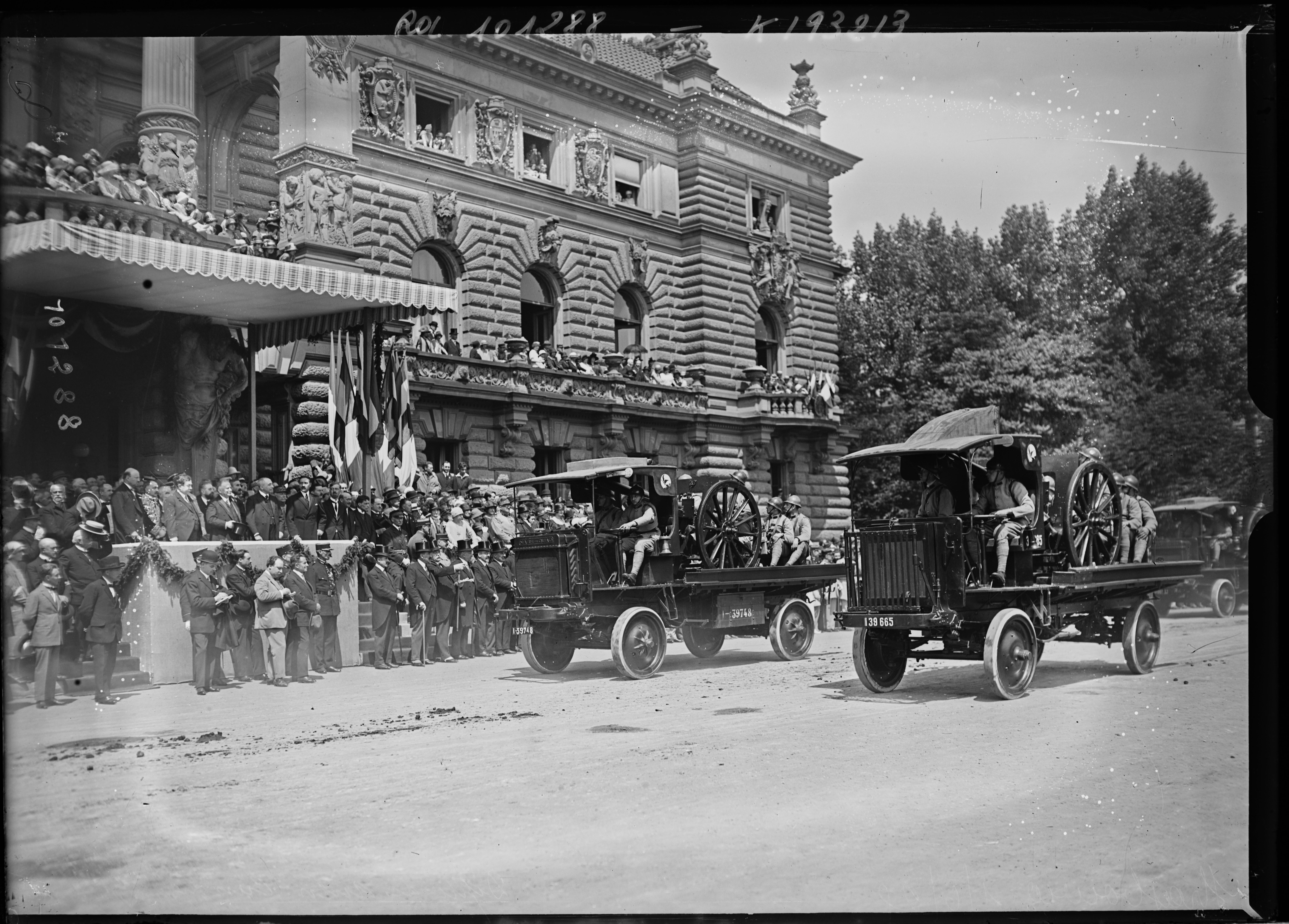
Un Nash Quad et un Jeffery Quad du (ex-), avec leur canon de 75 porté, défilant en 1925.

En 1919, le régiment prend garnison à Strasbourg. Lors de la réorganisation des corps d'artillerie français de 1923-1924, le 60e régiment d'artillerie de campagne portée devient le 309e régiment d'artillerie portée. Ce dernier reprend également l'insigne et les inscriptions sur l'étendard du 60e RACP.

### Seconde Guerre mondiale
À la mobilisation d'août/septembre 1939, le Ier groupe du 59e régiment d'artillerie de région fortifiée met sur pied le 60e régiment d'artillerie mobile de forteresse. Rattaché au secteur fortifié des Vosges de la ligne Maginot, le régiment est formé de trois groupes tractés armés avec vingt-quatre canons de 75 mm 1897/1933 TTT et douze 155 mm C 1917 Schneider TTT. Il participe à la bataille de France. Il se replie de la ligne Maginot en juin 1940 avec la division de marche Sanselme mais est capturé avec d'autres unités au Col du Donon.

### Après Guerre
De 1946 à 1949, le Ier groupe du 60e régiment d'artillerie est en garnison à Rockenhausen-Wittlich.
De 1962 à 1964, le centre d'instruction - 60e régiment d'artillerie est en garnison à Commercy.
De 1970 à 1975, le 60e régiment d'artillerie fait partie des forces françaises en Allemagne. Il est en garnison à Friedrichshafen. En 1976, il rejoint Canjuers puis en 1994 Draguignan. Il est dissous en 1998.

## Chefs de corps
D'après la liste de artillerie.asso.fr :
- 1907 : colonel Dumézil
- 1912 : colonel Nollet
- 1914 : colonel Mary
- 1915 : lieutenant-colonel Dedieu-Anglade
- 1916 : lieutenant-colonel Larpent
- 1916 : chef d'escadron Vellicus
- 1916 : lieutenant-colonel de Bouvier
- 1918 : lieutenant-colonel Quirin
- 1920 : lieutenant-colonel Schneider
- 1922 : lieutenant-colonel Quirin
- (1924 : dissolution)
- 1939 : colonel Aufrère
- 1940 : lieutenant-colonel Rouhier
- (1940 : dissolution)
- 1946 : lieutenant-colonel Haureplace
- 1947 : lieutenant-colonel Hucher
- (1949 : dissolution)
- 1962 : chef d'escadron Pierron
- 1962 : chef d'escadron Poupée
- (1964 : dissolution)
- 1970 : lieutenant-colonel Jacques Ducloux

- 1970 : colonel André Faverdin
- 1972 : colonel André Colard
- 1974 : colonel Pierre Tillette de Clermont-Tonnerre
- 1976 : colonel Marc Bernard de la Vernette
- 1978 : colonel André Jacquot
- 1980 : colonel Robert Caprioli
- 1982 : colonel Henry Maury
- 1984 : colonel Jean Grolier
- 1986 : colonel Claude Hirtz
- 1988 : colonel Christian Lureau
- 1990 : colonel Christian Jager
- 1992 : lieutenant-colonel Pierric Guirriec
- 1994 : lieutenant-colonel Gérard Cornet
- 1996 : lieutenant-colonel Jean Janon
- (1998 : dissolution)

## Traditions

### Étendard
Il porte, cousues en lettres d'or dans ses plis, les inscriptions suivantes :
- Lorraine 1914
- Ypres 1914
- Artois 1915
- Verdun 1916
- L'Aisne 1917

### Décorations
Quatre fois cité à l'ordre de l'armée (dont deux fois dans une citation collective), le régiment porte la fourragère aux couleurs de la médaille militaire. Il est également décoré de la croix de guerre 1914-1918.

### Devise
Irréprochable et joyeux[réf. souhaitée]

## Insigne du60erégimentd’artillerie
Le régiment a porté plusieurs insignes pendant son existence. Le premier apparaît pendant la Première Guerre mondiale et montre un canon ailé.

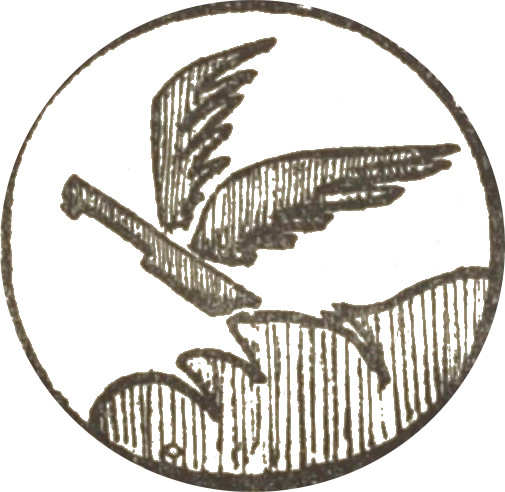
Insigne du 60e RACP (1918).
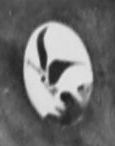
Insigne du 309e RAP en 1925, issu du 60e RACP.
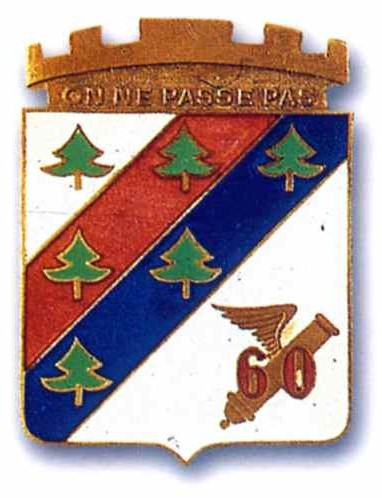
Insigne du 60e RAMF (1939).

## Personnalités célèbres ayant servi au60eRA
- Raymond Pinchard, ingénieur et sénateur, est mobilisé au 60e RAC en 1914,
- Paul Vauthier, général, est officier au 60e RAC en 1914,
- Alfred Costes, syndicaliste et député communiste, rejoint le 60e RAC en 1915,
- Paul Kauffer, général, commande un groupe du 60e RAC pendant la Première Guerre mondiale,
- André Zeller, général et putschiste, est lieutenant au 60e RACP en 1919.

## Sources et bibliographie
- Historique du 60e régiment d'artillerie, Limoges, Impr.-libr.-éditeur Henri Charles-Lavauzelle, 1921, 54 p., lire en ligne sur Gallica.
- Jean-Yves Mary, Alain Hohnadel, Jacques Sicard et François Vauvillier (ill. Pierre-Albert Leroux), Hommes et ouvrages de la ligne Maginot, t. 2 : Les formes techniques de la fortification Nord-Est, Paris, éditions Histoire & collections, coll. « L'Encyclopédie de l'Armée française » (no 2), 2001, 222 p. (ISBN 2-908182-97-1)